# Wetar
Wetar är en ö i Indonesien.   Den ligger i provinsen Moluckerna, i den östra delen av landet, 2 200 km öster om huvudstaden Jakarta. Arean är 3,6 kvadratkilometer.
Terrängen på Wetar är lite bergig. Öns högsta punkt är 1 396 meter över havet. Den sträcker sig 51,3 kilometer i nord-sydlig riktning, och 116,1 kilometer i öst-västlig riktning.  I omgivningarna runt Wetar växer i huvudsak städsegrön lövskog.